# Mersea
Mersea (Mersea Island in inglese) è un'isola nella contea dell'Essex, in Inghilterra, negli estuari dei fiumi Blackwater e Colne, a sud-est di Colchester.
L'isola è divisa in due aree, West Mersea e East Mersea, ed è collegata all'isola principale dallo Strood, un canale sommergibile durante l'alta marea.

## Geografia
L'isola si trova a 9 miglia (14 km) a sud di Colchester e a 26 miglia (42 km) a est del capoluogo della contea, Chelmsford. È l'isola abitata e accessibile al pubblico più a est del Regno Unito ed è una delle 43 isole di marea (non imbrigliate) a cui si può accedere a piedi o su strada dalla terraferma britannica. Si trova nell'area dell'estuario dei fiumi Blackwater e Colne e ha una superficie di circa 7 miglia quadrate (18 km2). È delimitata dal Pyefleet Channel a nord e dallo Strood Channel a ovest, che collegano il Blackwater al Colne. L'isola di Ray, molto più piccola, è adiacente a nord, mentre le isole disabitate di Packing Marsh e Cobmarsh si trovano a sud-ovest. La maggior parte dell'area che circonda l'isola è costituita da paludi salmastre e aree fangose, ed è un importante santuario per gli uccelli trampolieri e migratori. L'isola stessa si trova su una miscela di London Clay, argilla calcarea, sabbia e ghiaia.
Internamente, l'isola è divisa tra West Mersea, che è l'area abitata principale e ospita il molo e il porto turistico, e East Mersea, che è prevalentemente terreno agricolo e comprende il Cudmore Grove County Park a est. A nord di West Mersea si trova anche un piccolo borgo a Barrow Hill. I terreni che si affacciano immediatamente sul Blackwater sono noti come Mersea flats, per lo più spiagge che si asciugano con la bassa marea. Dall'altra parte si può vedere l'ex centrale elettrica di Bradwell West Mersea può essere ulteriormente suddivisa in tre aree. La Città Vecchia, nella parte sud-occidentale dell'abitato, ospita le attività legate alla pesca e alla nautica da diporto e vi si trovano numerosi edifici tutelati. Nel centro si trova la chiesa dei Santi Pietro e Paolo, mentre la spiaggia e la spianata si trovano a sud.

## Etimologia
Il toponimo Mersea deriva dalla parola inglese antica meresig che significa "isola dello stagno". È menzionata nel Domesday Book come Meresai. Strood deriva da strod, che significa "terra paludosa".

## Storia

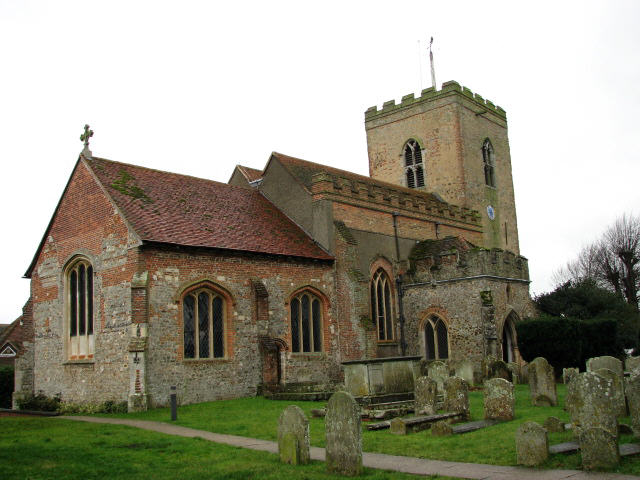
Si ritiene che la chiesa di San Pietro e San Paolo a West Mersea sia stata fondata intorno al VII secolo.

Ci sono prove di insediamenti pre-romani a Mersea sotto forma di "colline rosse", che sono i resti della lavorazione del sale celtico. Un grande tumulo rotondo romano-britannico vicino allo Strood conteneva i resti di un adulto cremato in un'urna di vetro, all'interno di una bara di piombo, ora custodita nel museo locale. Nel 1730 fu rinvenuto un grande pavimento a mosaico sotto la chiesa di San Pietro e San Paolo a West Mersea e nel 1764 Richard Gough scoprì ulteriori prove di resti romani intorno alla chiesa. Si ritiene che West Mersea fosse una meta di vacanza per i Romani che abitavano a Camulodunum.
Le prove hanno dimostrato l'esistenza di numerose trappole per pesci intorno all'isola, che risalgono al VII secolo circa. Gli anglosassoni stabilirono una grande diga per pesci a Besom Fleet, a sud-ovest dell'isola e costruirono la chiesa di West Mersea. La chiesa fu danneggiata dai predoni norreni nell'894 e successivamente ricostruita. La torre occidentale fu aggiunta alla chiesa intorno all'XI secolo, la navata meridionale nel XV e varie altre ricostruzioni continuarono verso la fine del XVIII secolo.
Anche la strada rialzata di Strood fu costruita dai Sassoni; i pali di quercia scoperti nel 1978 sono stati datati tra il 684 e il 702 con la dendrocronologia. Nel 950, a West Mersea c'era un priorato benedettino e il terreno qui fu concesso all'Abbazia di St Ouen in Francia da Edoardo il Confessore nel 1046. [Il priorato sopravvisse fino alla dissoluzione dei monasteri nel 1542. La chiesa parrocchiale di St Edmund a East Mersea risale al XII o XIII secolo circa, con ampliamenti alla fine del XV o XVI secolo. La chiesa e la sala sono circondate da un fossato che si pensa sia i resti di un rifugio danese dopo la loro sconfitta da parte di Re Alfredo a Farnham.
Nel 1547, il re Enrico VIII costruì un fortino a East Mersea, una fortificazione in terra che poteva ospitare fino a sei cannoni con un ponte levatoio. Durante la guerra civile inglese, fu conquistato nel 1648 dall'esercito parlamentare, con l'obiettivo di bloccare il fiume Colne durante l'assedio di Colchester. Sebbene descritto come in rovina nel 1768, lo sbarramento fu riutilizzato nel 1798 come batteria per sei cannoni lunghi da 24 libbre. I resti di questo fortino sono legalmente protetti dall'Historic England come monumento classificato e sono noti come Block House Stone. La pesca crebbe d'importanza sull'isola in questo periodo, con l'installazione di numerosi sbarramenti per il pesce. Durante il XVI e il XVII secolo, sull'isola s'insediarono coloni olandesi e francesi. Alcuni abitanti del luogo integrarono le loro entrate dal commercio di ostriche con il contrabbando, che rimase popolare fino alla metà del XIX secolo. I contrabbandieri prediligevano il Peldon Rose, immediatamente a nord dello Strood, dove immagazzinavano i beni contrabbandati nello stagno accanto alla locanda. All'inizio del XIX secolo, l'aumento della domanda di ostriche, nonostante l'offerta limitata proveniente dallo Strood e dal Pyefleet Channel, indusse i commercianti a procurarsi ostriche da altri luoghi e a spacciarle per native dell'isola.
Alla fine del XIX secolo, il terreno intorno all'isola era stato parzialmente bonificato, consentendo un accesso più agevole. Nel 1844 fu nominato un ufficiale di polizia per l'isola e nel 1871 fu aperta una scuola.
Durante la prima guerra mondiale, dei 320 soldati di Mersea arruolati, 50 persero la vita. Durante il conflitto sull'isola furono stanziate delle truppe. Nel 1916, uno Zeppelin atterrò nella vicina Great Wigborough, a nord-ovest dell'isola. I sopravvissuti furono stanziati a Mersea prima di essere trasferiti nei campi di prigionia.
Nel 1926 West Mersea divenne un distretto urbano autonomo, il che le permise di dotarsi di un sistema idrico e fognario autonomo. A differenza di molte altre località costiere, l'isola non sviluppò immediatamente alcuna struttura per i turisti, a parte le capanne sulla spiaggia che oggi si estendono lungo l'Esplanade.
Allo scoppio della seconda guerra mondiale, l'isola divenne parte della prima linea di invasione e fu pesantemente fortificata. Insieme ad altre località costiere, l'isola attirò gli sfollati da Londra, che però, con il progredire della guerra, vennero trasferiti in insediamenti più sicuri nell'entroterra. Sull'isola vennero dislocate 2000 soldati contro eventuali tentativi d'invasione. Lungo la spiaggia vennero installati una batteria di cannoni da 4,7 pollici, una postazione di osservazione, oltre a una serie di fari e casematte. Molte di queste installazioni sono sopravvissute e sono ancora visibili lungo la costa meridionale dell'isola. Nel secondo dopoguerra, l'isola ha sofferto per il rigido clima invernale del 1947, che ha distrutto gran parte della pesca delle ostriche, e per l'inondazione del 1953, in cui numerose capanne sulla spiaggia sono state spazzate via dal mare.
Nel 1963, su iniziativa di "Diggle" Hayward, che si era rivolto alla Royal National Lifeboat Institution (RNLI) per ottenere una capacità di salvataggio a Mersea, fu avviato un servizio di salvataggio. La stazione di salvataggio di West Mersea gestisce una scialuppa di classe Atlantic 85, la RNLB Just George B-879.
Dagli anni '60 la popolazione è aumentata considerevolmente: la popolazione di West Mersea è passata dai 3.140 abitanti del 1961 ai 6.925 del 2001. L'isola di Mersea ha risentito meno dell'aumento della popolarità delle vacanze all'estero rispetto a località vicine come Clacton-on-Sea e Southend-on-Sea, soprattutto grazie alla sua atmosfera isolata e rurale e alla continua popolarità della vela. Nel 2006, oltre un migliaio di suoi abitanti hanno firmato una petizione contro la proposta di apertura di un negozio Tesco Express sull'isola, esprimendo la preoccupazione che avrebbe sottratto commercio alle attività locali. Il permesso di costruire è stato concesso l'anno successivo.
Il 4 giugno 2012, nell'ambito delle celebrazioni del Giubileo di Diamante della Regina, l'isola ha dichiarato una finta indipendenza dal Regno Unito per quel giorno. Chiunque si recasse sull'isola attraverso lo Strood pagava 50p per un "passaporto", il cui ricavato andava a favore dell'associazione di beneficenza per i veterani di guerra Help for Heroes.

## Economia

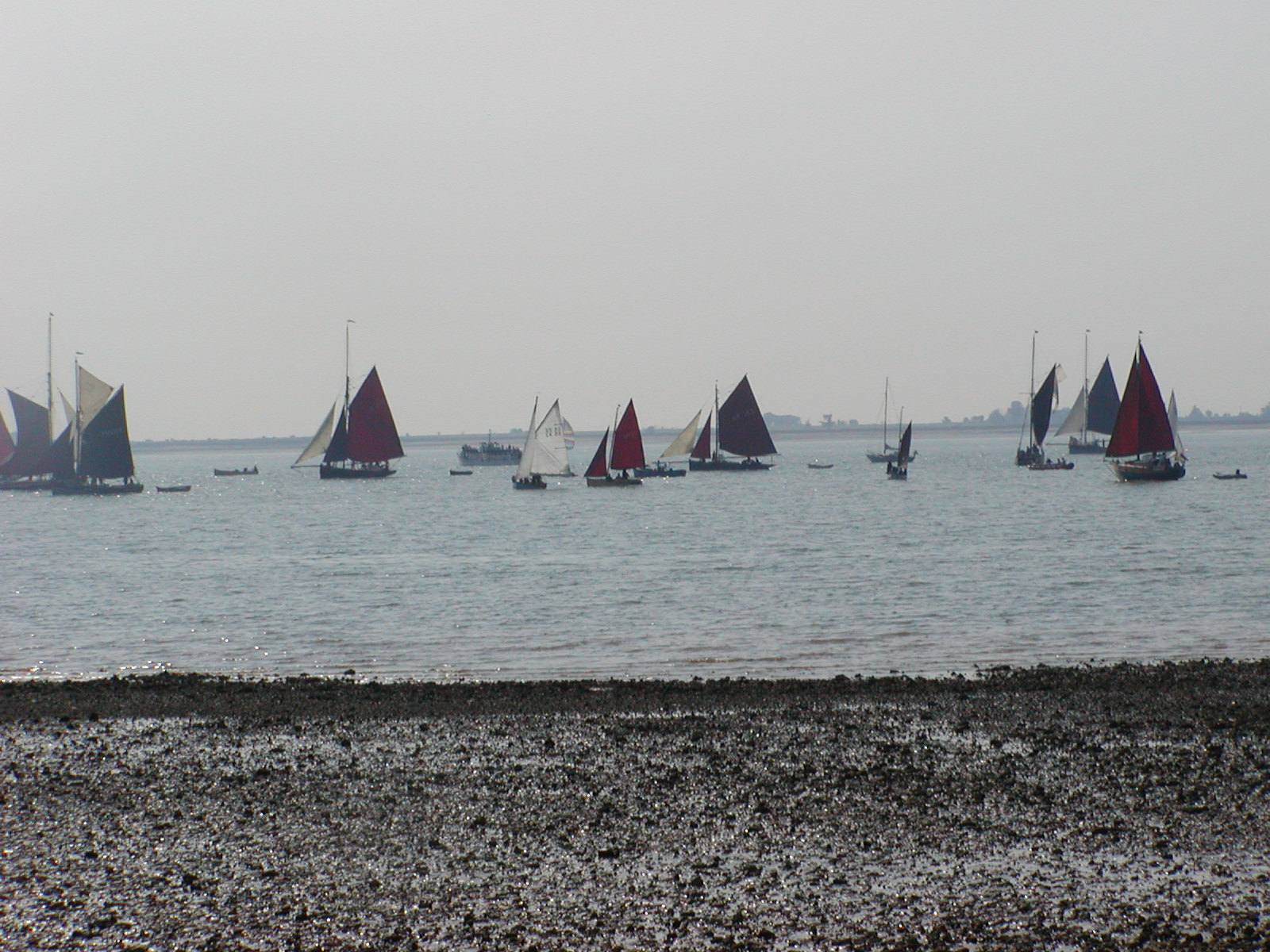
Una flotta di smacchi impegnati nella pesca al largo di West Mersea.

Le principali industrie di Mersea sono l'agricoltura, la pesca e la nautica da diporto. Le ostriche vengono raccolte sull'isola fin dall'epoca romana e vengono spedite in tutto il mondo. La lunga storia e l'associazione con il commercio delle ostriche attrae ogni anno un numero significativo di turisti, anche se oggi il commercio è prevalentemente con le ostriche del Pacifico che sono state introdotte nella zona. La stagione della pesca delle ostriche dell'Essex viene inaugurata dal sindaco di Colchester ogni settembre.
Sul lungomare di Mersea sono presenti numerose attività commerciali legate al turismo.
Sull'isola sono presenti sei campeggi che contribuiscono all'economia dell'isola durante i mesi estivi. Il più grande è Cooper's Beach, che ospita 3.000 residenti.